# ویدئوترون سنتر
ویدئوترون سنتر (به انگلیسی: Videotron Centre) یک سالن ورزشی سرپوشیده در شهر کبک، کانادا است.
این ورزشگاه که در سال ۲۰۱۵ تأسیس شده دارای ۱۸٬۲۵۹ نفر ظرفیت است و برای مسابقات هاکی روی یخ استفاده میشود.

## نگارخانه

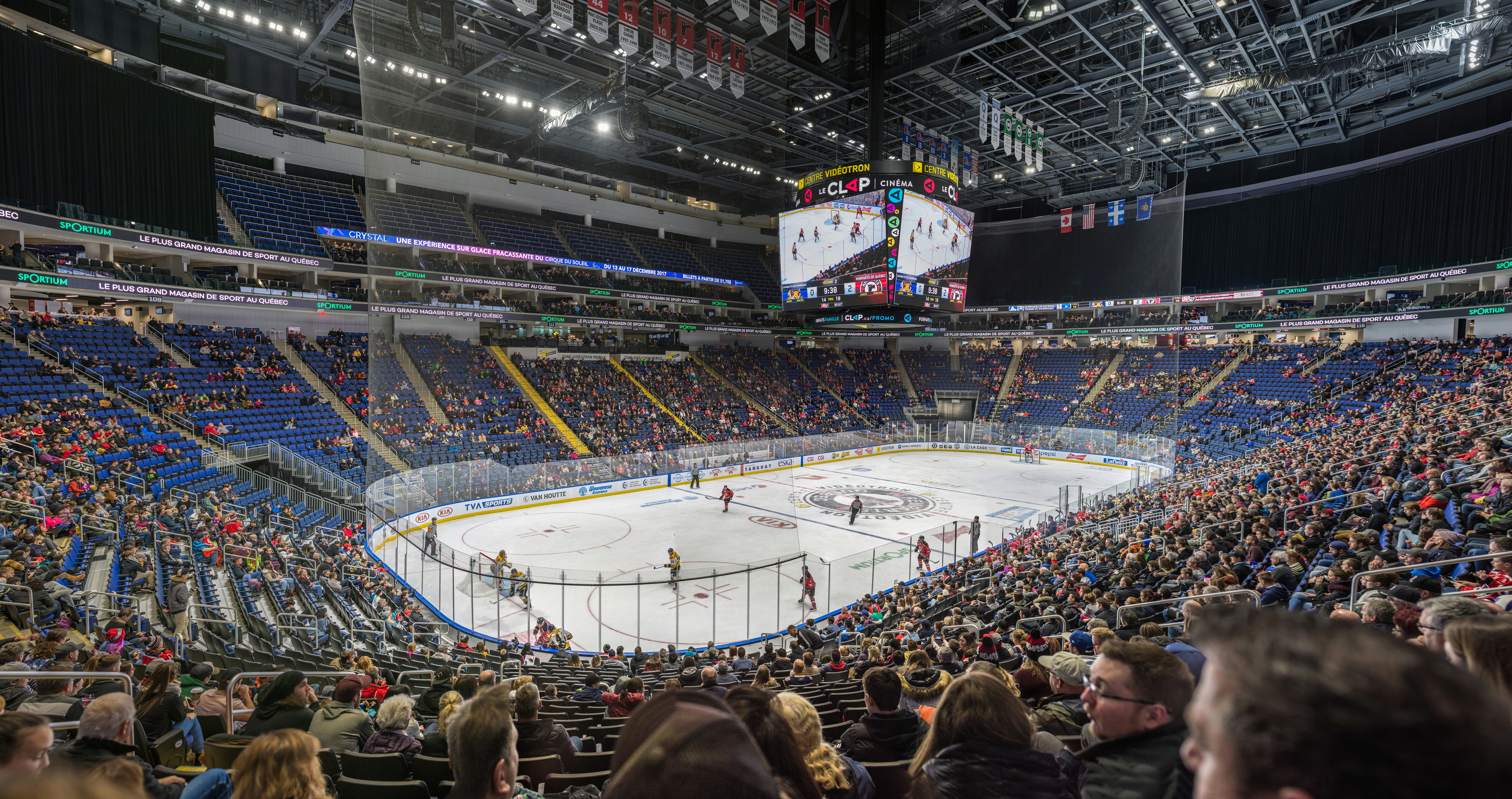
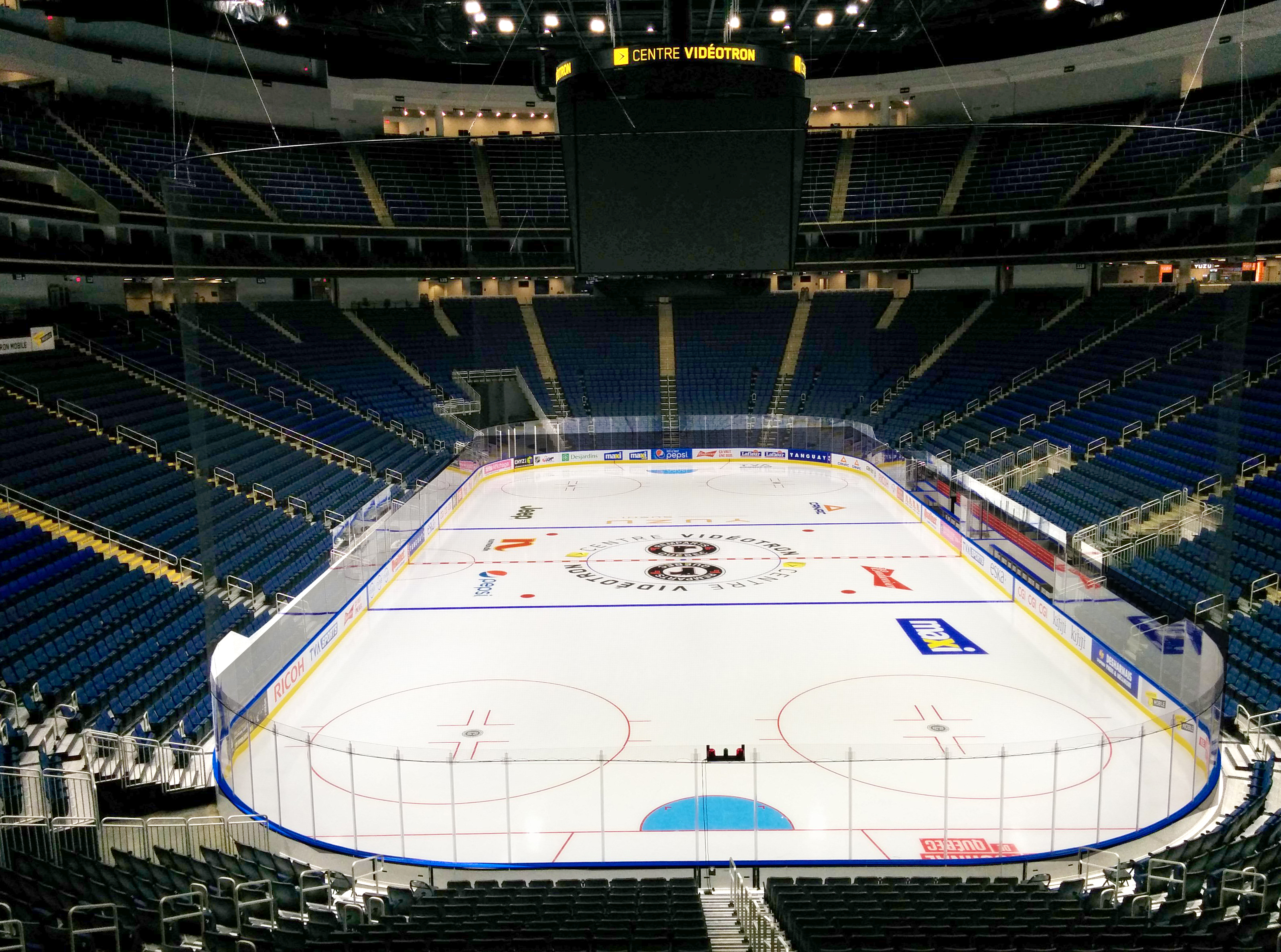
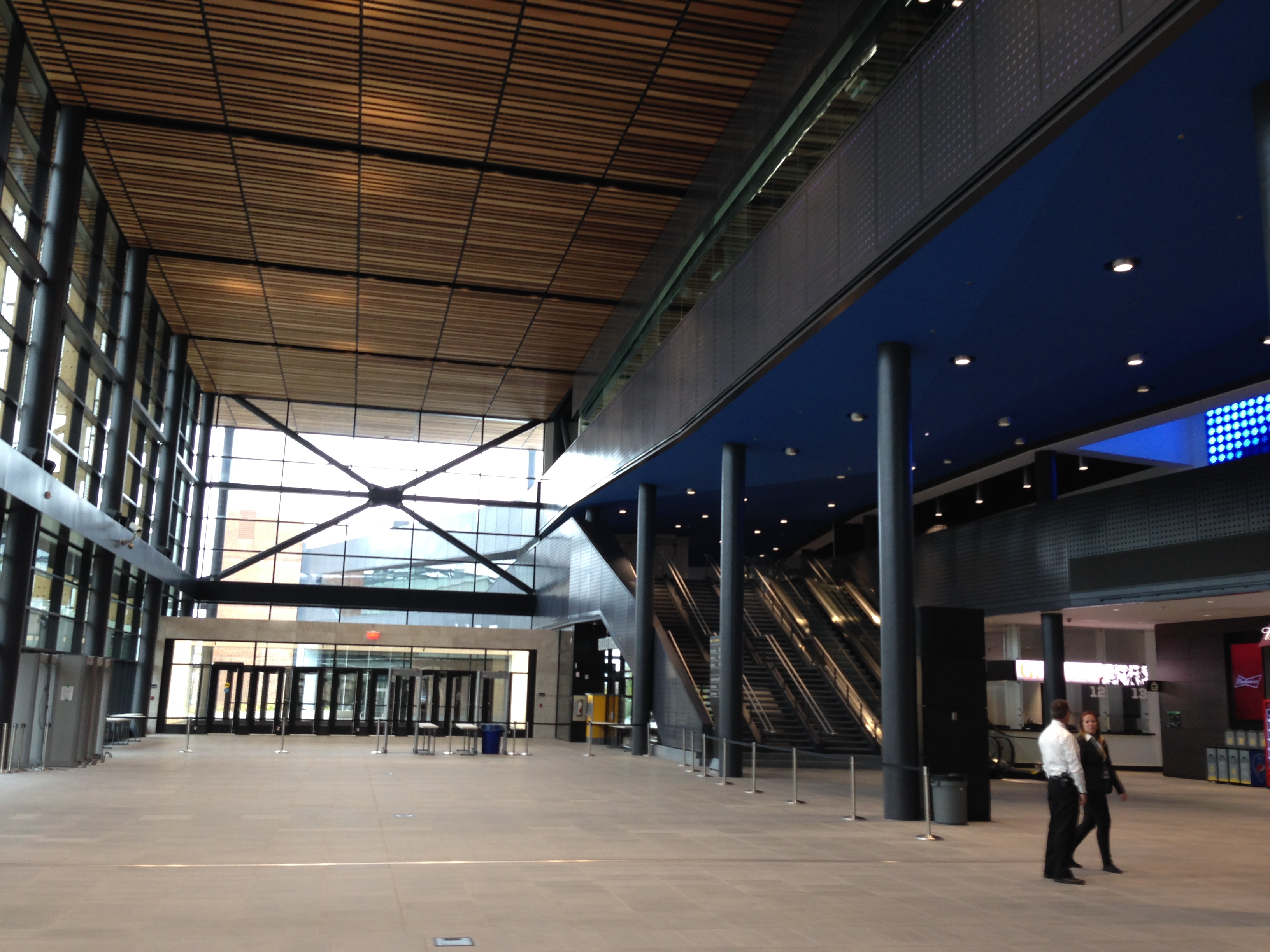